# Zelotes tragicus
Zelotes tragicus este o specie de păianjeni din genul Zelotes, familia Gnaphosidae. A fost descrisă pentru prima dată de O. P.-cambridge în anul 1872. Conform Catalogue of Life specia Zelotes tragicus nu are subspecii cunoscute.